# Cornalón

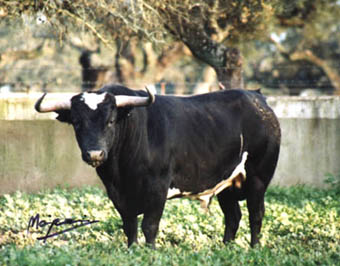
Toro Cornalón.

Se denomina cornalón al toro que tiene una cornamenta desproporcionadamente grande en relación con el volumen total y la longitud de su cuerpo. Las astas del toro cornalón siguen su dirección natural, esto quiere decir que seguirán una dirección lateral primero, después deben ir hacia delante y al final deben apuntar hacia arriba como norma general lo que en vocabulario taurino se denomina «bien colocados. El color del asta será oscuro.

## Definiciones

### Definición de la RAE
El término cornalón, cornalona es acuñado por la Real Academia Española como: «Dicho de un toro o de una vaca: Que tiene muy grandes los cuernos». El origen etimológico de la palabra proviene de cuerno, por semejanza de forma.

### Definición especializada
La conformación de los cuernos influyen en la presentación del toro de lidia y por tanto los astados pueden clasificarse en base a los diferentes tipos de cornamenta que presentan. Siguiendo esta clasificación, tenemos que en general al toro que presenta cuernos grandes se le denomina cornalón, diferenciándolo así de otros que muestran una posición diferente en sus astas.
Podemos encontrarnos con que las astas del toro presenten además alguna variación o alteración en su forma, aspecto o dirección natural aparte del tamaño. Para clasificar o definir el tipo de toro según estas variantes se indica la forma que adopte cada una de ellas. Así podría denominarse como toro corniabierto y cornalón, por ejemplo, cuando los cuernos están muy separados entre sí y además son muy grandes en relación con el volumen total del toro:
Perdigón se llamaba, y era colorao, ojo de perdiz, cornalón, corni-abierto, astillado y bizco del izquierdo.

### Otras acepciones
Mariano de Cavia comenta que cornalón se emplea en ocasiones para denominar a la cornada grande que recibe el torero.
Miguel Ángel Perera muy entregado en la corrida inaugural de El Puerto de San Lorenzo; un Salvador Vega que gustó sin ser el de los dos años anteriores; la recuperación anímica de Eduardo Gallo después del cornalón de Badajoz, que no es poco.
También se conoce como cornalón a la línea curva en los dos ángulos anteriores de la nariz.

## El toro cornalón durante la lidia
Teniendo en cuenta la importancia de la presentación del toro o trapío, la buena presentación de la cornamenta se hace necesaria para una buena lidia. Los toros cornalones en el primer tercio o tercio de picas cornean de forma pesada, por esta razón el picador que ejecute la suerte debe poder realizarla de forma impune, es decir «sin castigar» mientras el toro permanezca enganchado en el caballo.

## Encastes
Encastes donde se pueden encontrar ejemplares de toros cornalones:[cita requerida]
- Encaste Atanasio Fernández
- Casta Vazqueña: Concha y Sierra, ganadería casta Vazqueña
- Encaste Conde de la Corte
- Conde de Mayalde
- Encaste Gamero-Cívico